# Кротков Юрій Васильович
Юрій Васильович Кротков (11 листопада 1917, Кутаїсі, Грузія —26 грудня 1981) — радянський драматург, сценарист. Утікач з СРСР.

## Біографія
Народився в творчій сім'ї: батько — художник, мати — актриса.
У 1936 році був завербований радянською контррозвідкою, отримав псевдонім «Суліко». Брав участь у розробках іноземців. Завдяки ерудиції і широким зв'язкам серед творчої інтелігенції (був, зокрема, близьким сім'ї Бориса Пастернака) легко завів зв'язки у дипломатичному корпусі.
1940 року переїхав до Москви. 1941 року вступив у Літературний інститут імені Горького. Працював в ТАРС і на Radio Moscow. На початку радянсько-німецької війни евакуювався до Алма-Ати. Після повернення з евакуації продовжив навчання.
У 1956 році був залучений до участі у вербуванні французького посла в Москві Моріса Дежана. Надалі брав участь у розробці військового аташе Франції Л. Гідо. В результаті операції КДБ з компрометації Л. Гідо застрелився.
1963 року втік з СРСР, не повернувшись з туристичної поїздки до Великої Британії. Повідомив англійській розвідці про деталі операції КДБ у відношенні Моріса Дежана, про що незабаром стало відомо де Голлю. Посол був відкликаний з Москви і був змушений піти у відставку. З 1967 по 1968 рік жив в Мюнхені, працював диктором на радіостанції «Свобода». У 1967 році на Заході вийшла його книга «Я з Москви».
У 1969 році виїхав у США для дачі свідчень у сенаті. Від 1970 року жив у США, де видав ще декілька книг про радянську політичну систему та роботу радянських спецслужб.

## Фільмографія
Сценарист фільмів:
- 1960: Дідусь Гігія
- 1959: На порозі життя
- 1958: Капітан першого рангу
- 1957: Народжені бурею